# Vectorscopio
Vectorscopio, instrumento de medida utilizado en televisión para ver y medir el componente de color de la señal de vídeo. 
El monitor vectorscopio es en realidad un osciloscopio especializado en la representación de la parte de crominancia de la señal de vídeo. 

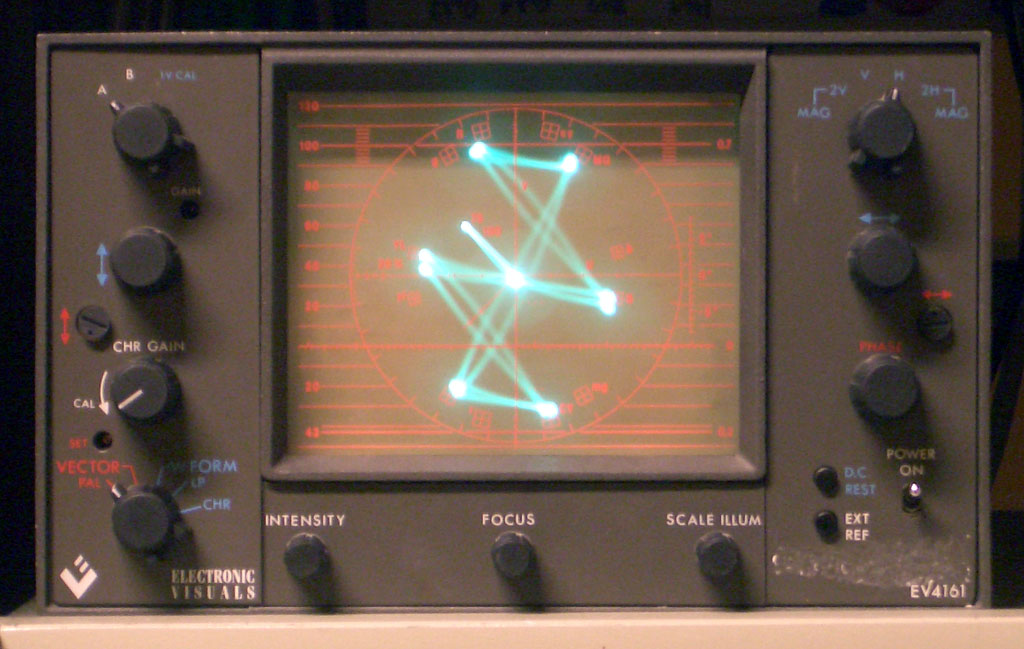
Vectorscopio.

La crominancia, o señal de color, es la parte de la señal de vídeo en la que se codifica la información de color. Esta información tiene dos parámetros, uno es la cantidad de color, o saturación, y otro es el tono del color, o tinte (hue en inglés). Tanto en el sistema PAL o NTSC estos dos parámetros se codifican sobre una misma señal mediante una modulación en cuadratura. Esta señal recibe el nombre de portadora de color y se modula en amplitud con la información de la saturación y en fase con la información del tono o tinte. El resultado es un vector que tiene por módulo la saturación y por argumento el tinte (es decir el tono de color, rojo, amarillo...) Para su representación se utiliza el vectorscopio, que viene a ser un osciloscopio trabajando en representación X - Y (es decir sin base de tiempos) al que se le aplica en su canal vertical y en el horizontal las señales de diferencia de color. El resultado es una serie de vectores que tienen como origen el centro de la pantalla y en donde su módulo coincide con la saturación y el argumento con el tinte de la señal aplicada.
La carátula de este instrumento viene marcada normalmente con unas casillas o ventanas para la ubicación de los vectores correspondientes a la señal de barras de color. Estas casillas son de dos tamaños diferentes correspondiendo, el más pequeño, a una tolerancia del 5% y el mayor a una del 10%. También está representado el sincronismo de color para los dos estándares de barras más comunes, del 75% y del 100%.

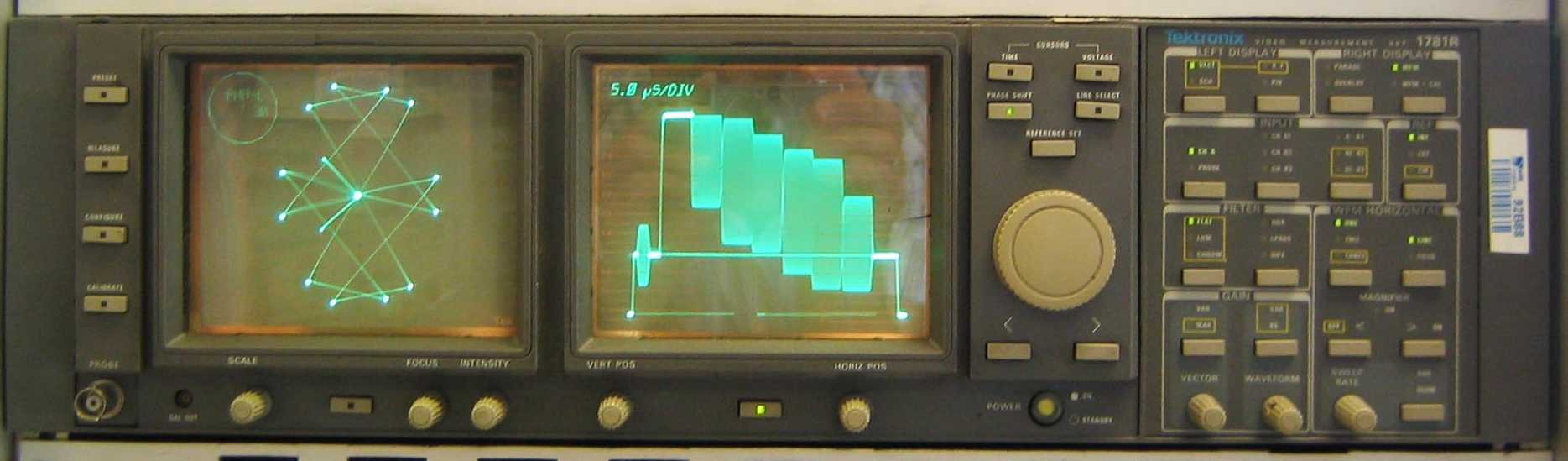
Barras de color EBU vistas en un MFO y un vectorscopio.

El vectorscopio suele tener canales de entrada y una serie de funciones para la sincronización de la croma, bien consigo misma o con una señal de referencia.
Es normal que el instrumento incluya una serie de funciones y características que sirven para realizar una serie de medidas estándar sobre la señal de vídeo como la ganancia diferencial y la fase diferencial.
Es corriente encontrar este instrumento en combinación con el monitor forma de onda.
Señal de televisión. Su base de tiempos está diseñada para adaptarse a los tiempos típicos de esa señal y ver las partes de interés de la misma de una forma fácil y sencilla.

## Software relacionado
VectorManía - Vectorscopio digital para Windows http://sourceforge.net/projects/vectormania/